# (4248) Ranald
(4248) Ranald es un asteroide perteneciente al cinturón de asteroides, descubierto el 23 de abril de 1984 por Alan C. Gilmore y la también astrónoma Pamela M. Kilmartin desde el Observatorio Universitario del Monte John, Isla Sur, Nueva Zelanda.

## Designación y nombre
Designado provisionalmente como 1984 HX. Fue nombrado Ranald en honor al programador estadounidense Ronald McIntosh.